# Marmessoidea chinensis
Marmessoidea chinensis är en insektsart som beskrevs av Ludwig Redtenbacher 1908. Marmessoidea chinensis ingår i släktet Marmessoidea och familjen Diapheromeridae. Inga underarter finns listade i Catalogue of Life.